# Chris Lowell
Christopher "Chris" Lowell, född 17 oktober 1984 i Atlanta, Georgia, är en amerikansk skådespelare. Lowell studerade vid Atlanta International School, där han blev intresserad av teater och skådespeleri.
Lowell är kanske mest känd för sin medverkan i TV-serien Veronica Mars.

## Filmografi i urval
- 2004–2005 – Life As We Know It (TV-serie)
- 2006–2007 – Veronica Mars (TV-serie)
- 2007–2011 – Private Practice (TV-serie)
- 2009 – Up in the Air
- 2011 – Niceville
- 2013 – Brightest Star
- 2014 – Veronica Mars
- 2014 – Enlisted (TV-serie)
- 2017–2019 – GLOW (TV-serie)
- 2020 – Promising Young Woman